# Argyrodes ambalikae
Argyrodes ambalikae är en spindelart som beskrevs av Benoy Krishna Tikader 1970. Argyrodes ambalikae ingår i släktet Argyrodes och familjen klotspindlar. Inga underarter finns listade i Catalogue of Life.